# Minimalistische en maximalistische geschiedschrijving
Minimalistische en maximalistische geschiedschrijving zijn twee uiterste benaderingen over in hoeverre overgeleverde teksten beschouwd worden tegenover archeologische vondsten bij het beschrijven van geschiedenis.
Teksten en vondsten komen niet altijd naast elkaar voor en als zij dat wel doen, dan komen deze niet altijd overeen, iets wat veelvuldig het geval is. Bij de minimalistische benadering worden alle overgeleverde teksten als slechts literatuur beschouwd, tenzij er archeologische bevestiging is. Bij de maximalistische benadering worden teksten als betrouwbare basis voor geschiedschrijving beschouwd, tenzij archeologisch het tegendeel is bewezen.
Tussen deze twee uiterste methodieken is veel ruimte voor interpretatie en dit resulteert dan ook in veel academische debatten. Vooral als naast de academische overwegingen ook religieuze of politieke achtergronden een rol spelen, kan dit felle discussies tot gevolg hebben. Zo kent bijbelse archeologie de nodige polemieken.
Ook bij de geschiedenis van de staatjes van Israël en Juda speelt dit een rol. Wat bekend is van deze staten is vooral bekend uit de Tenach, de Hebreeuwse Bijbel. Deze is geschreven vanuit het perspectief van Juda, vooral na de Babylonische ballingschap. In hoeverre de teksten hieruit bruikbaar zijn, is een ongemeen felle discussie tussen minimalisten en maximalisten. Tot de jaren zeventig van de twintigste eeuw had de laatste methodiek de overhand, vooral onder invloed van de Albright-school in de Verenigde Staten. Daarna begon dit standpunt echter onder druk te staan doordat er steeds meer aandacht kwam voor tegenstrijdige bronnen. Desondanks zijn deze teksten van groot belang, omdat deze inzicht geven in de manier waarop volkeren hun geschiedenis verhaalden en omdat het vanuit het gezichtspunt is geschreven van de slachtoffers van grote mogendheden als Babylonië. Dit is opmerkelijk omdat meestal de versies van de overwinnaars zijn overgeleverd.